# 다 카포 아리아
다 카포 아리아(Da capo aria)는 17세기 말엽부터 18세기에 걸쳐 사용된 전형적인 아리아의 형식이다. 
A-B-A' 세 부분의 구성으로 되었으며 제3부분은 가수가 즉흥적으로 장식을 하는 경우가 많다. B의 부분은 조성·박자·템포가 A와 대조적인 경우가 많다. A. 스카를라티가 다 카포 형식을 그의 오페라에 채용한 이후로 성악적인 묘기를 발휘시키기 위한 이 아리아는 나폴리파에서 대단한 인기를 가졌으며 모든 극음악에 쓰였다.